# 巴兰库什
38°7′N 6°58′W / 38.117°N 6.967°W
巴兰库什（葡萄牙語：Barrancos，葡萄牙語發音：[bɐˈʁɐ̃kuʃ] ⓘ）是葡萄牙貝雅區的市镇，位於該國南部，始建於1295年，面積168.42平方公里，主要經濟活動有農業和畜牧業，2011年人口1,834，人口密度每平方公里10.89人。